# 紀春枝
紀 春枝（き の はるえだ）は、平安時代初期から前期にかけての貴族。氏姓は雀部朝臣のち紀朝臣。官位は従五位上・左衛門権佐。

## 出自
雀部氏（雀部朝臣）は巨勢氏の一族で、許勢小柄の子である星川建彦の後裔とする皇別氏族。

## 経歴
もと雀部朝臣姓であったが、斉衡元年（854年）同じく武内宿禰の後裔とする林並人と共に、紀朝臣姓に改姓する（この時の官位は従六位上・左衛門少尉）。斉衡3年（856年）従五位下に叙爵して、左馬助兼木工助に任ぜられる。文徳朝末に左衛門権佐兼木工頭に昇格し、天安2年（858年）の文徳天皇崩御の際には装束司を勤める。
貞観4年（862年）正月に従五位上に昇叙されると、同年4月には河内・摂津両国が争っていた伎人堤（西除川の堤防）に関して裁定を行うために、右衛門大尉・藤原好行と共に派遣される。貞観11年（869年）5月に貞観地震が発生すると、9月に被害状況を検分するために、陸奥国地震使に任ぜられて多賀城に派遣される。その翌月には朝廷に対して状況報告が行われたらしく、地震からの復興策に関しての詔勅が発せられている。

## 官歴
『六国史』による。
- 時期不詳：左衛門少尉、従六位上
- 斉衡元年（854年） 12月29日：雀部朝臣から紀朝臣に改姓
- 時期不詳：正六位上
- 斉衡3年（856年） 正月7日：従五位下。正月12日：左馬助。9月27日：兼木工助
- 斉衡4年（857年） 正月14日：左衛門権佐
- 天安2年（858年） 2月5日：木工頭。8月27日：装束司（文徳天皇崩御）
- 貞観4年（862年） 正月7日：従五位上
- 貞観9年（867年） 2月11日：兼因幡権介
- 貞観11年（869年） 9月7日：陸奥国地震使